# Nuțu Anghelina
Nuțu Anghelina (n. 16 aprilie 1956 în Buhuși, Bacău - d.  4 august 2021 București) a fost un diacon ortodox român, care a candidat la președinția României în anul 1996.
A fost căsatorit și a avut doi copii. A fost licențiat în teologie din anul 1986.
Biografia lui Nuțu Anghelina este subiectul romanului Condamnat să învingă, scris de Mihai Rădulescu și publicat de editura Ramida, în anul 1995. Romanul a fost prefațat de Barbu Cioculescu, fiind considerat o ”cronică a tranzitiei”.